# Longuripes stenops
Longuripes stenops är en insektsart som beskrevs av Desutter-grandcolas och Theodore Huntington Hubbell 1993. Longuripes stenops ingår i släktet Longuripes och familjen syrsor. Inga underarter finns listade i Catalogue of Life.